# Jugureni
Jugureni is een Roemeense gemeente in het district Prahova.
Jugureni telt 636 inwoners.